# برایان ویکتوریا
برایان ویکتوریا (انگلیسی: Brian Victoria؛ زادهٔ ۱ ژانویهٔ ۱۹۳۹) یک مربی آمریکایی، دکترای فلسفه، نویسنده و کشیش آیین بودایی در فرقه سوتو (فرقه ذن) است. وی آثار زیادی را در رابطه با خشونت دینی، با تمرکز بر رابطه بودیسم و نظامی گری ژاپن پیرامون جنگ جهانی دوم منتشر کرده‌است.